# 怪獸島決戰 哥吉拉之子
《怪獸島決戰 哥吉拉之子》（日文原名：怪獣島の決戦 ゴジラの息子）是1967年12月16日上映的日本電影，哥吉拉系列電影的第8部作品，日本觀眾人數達到309萬人。

## 劇情概要
楠見博士所率領的科學隊在一座島上面進行氣候變化的實驗，不料實驗遭到不明的干擾導致實驗失敗，進而導致島上的天氣發生驟變，驟變的天氣使得島上的昆蟲突變並巨大化，巨大化的昆蟲在島上挖出了一顆巨大的蛋，此時哥吉拉從海上出現，似乎是爲了保護那顆蛋而來，科學隊要如何在此種情況中將實驗重新完成並且從怪獸的魔掌中離開這座島呢呢?

## 登場怪獸
- 哥吉拉
- 迷你拉
- 卡馬奇拉斯
- 庫蒙加

## 演員
- 真城伍郎:久保明
- 楠見博士:高島忠夫
- サエコ:前田美波里
- 藤崎:平田昭彥
- 古川:土屋嘉男
- 森尾:佐原健二

## 製作人員
- 監製:田中友幸
- 劇本:關澤新一、斯波一繪
- 監督:福田純
- 特技監修:圓谷英二
- 特技監督:有川貞昌
- 音樂:佐藤勝
- 哥吉拉:中島春雄、大仲清治、關田裕
- 迷你拉:マーちゃん